# 棚橋尭士
棚橋 尭士（たなはし あきと、2000年7月12日 - ）は、東京都出身のプロサッカー選手。Jリーグ・栃木SC所属。ポジションはフォワード。

## 経歴
小学生時代から横浜F・マリノスの下部組織に所属。2015年から2017年にかけて各世代別代表に召集され、チームメイトであった椿直起らとともにU-17ワールドカップにも出場した。
トップチームに昇格することはできず、国士舘大学へ進学。前十字靭帯断裂により長期離脱を余儀なくされた時期もあったが、4年次には23年ぶりに総理大臣杯を制した。
2022年6月2日、徳島ヴォルティスに2023シーズンからの加入内定が発表された。
2023シーズン、キャンプでの負傷で出遅れたが、5月3日、リーグ第13節の清水エスパルス戦で後半に途中出場し、プロデビュー。6月7日、天皇杯2回戦のいわき戦でプロ初ゴールを挙げた。
2024年7月31日、SC相模原への期限付き移籍が発表された。
2025年は栃木SCへ期限付き移籍となった

## 所属クラブ
- 横浜F・マリノスプライマリー
- 2013年 - 2015年 横浜F・マリノスジュニアユース
- 2016年 - 2018年 横浜F・マリノスユース
- 2019年 - 2022年 国士舘大学
- 2023年 -  徳島ヴォルティス
  - 2024年7月 - 12月  SC相模原（期限付き移籍）
  - 2025年 -  栃木SC（期限付き移籍）

## 個人成績
| 国内大会個人成績 | 国内大会個人成績 | 国内大会個人成績 | 国内大会個人成績 | 国内大会個人成績 | 国内大会個人成績 | 国内大会個人成績 | 国内大会個人成績 | 国内大会個人成績 | 国内大会個人成績 | 国内大会個人成績 | 国内大会個人成績 |
| 年度             | クラブ           | 背番号           | リーグ           | リーグ戦         | リーグ戦         | リーグ杯         | リーグ杯         | オープン杯       | オープン杯       | 期間通算         | 期間通算         |
| 年度             | クラブ           | 背番号           | リーグ           | 出場             | 得点             | 出場             | 得点             | 出場             | 得点             | 出場             | 得点             |
| 日本             | 日本             | 日本             | 日本             | リーグ戦         | リーグ戦         | リーグ杯         | リーグ杯         | 天皇杯           | 天皇杯           | 期間通算         | 期間通算         |
| ---------------- | ---------------- | ---------------- | ---------------- | ---------------- | ---------------- | ---------------- | ---------------- | ---------------- | ---------------- | ---------------- | ---------------- |
| 2023             | 徳島             | 15               | J2               | 22               | 2                | -                | -                | 2                | 1                | 24               | 3                |
| 2024             | 徳島             | 15               | J2               | 11               | 2                | 1                | 0                | 1                | 0                | 13               | 2                |
| 2024             | 相模原           | 33               | J3               | 5                | 3                | -                | -                | -                | -                | 5                | 3                |
| 2025             | 栃木SC           | 7                | J3               |                  |                  |                  |                  |                  |                  |                  |                  |
| 通算             | 日本             | 日本             | J2               | 33               | 4                | 1                | 0                | 3                | 1                | 37               | 5                |
| 通算             | 日本             | 日本             | J3               | 5                | 3                | 0                | 0                | 0                | 0                | 5                | 3                |
| 総通算           | 総通算           | 総通算           | 総通算           | 38               | 7                | 1                | 0                | 3                | 1                | 42               | 8                |